# Назліні
Назліні (англ. Nazlini) — переписна місцевість (CDP) в США, в окрузі Апачі штату Аризона. Населення — 505 осіб (2020).

## Географія
Назліні розташоване за координатами 35°54′46″ пн. ш. 109°28′34″ зх. д. / 35.91278° пн. ш. 109.47611° зх. д. (35.912898, -109.476107). За даними Бюро перепису населення США в 2010 році переписна місцевість мала площу 19,32 км², з яких 19,30 км² — суходіл та 0,02 км² — водойми.

## Демографія
Згідно з переписом 2010 року, у переписній місцевості мешкало 489 осіб у 112 домогосподарствах у складі 90 родин. Густота населення становила 25 осіб/км². Було 136 помешкань (7/км²).
Расовий склад населення:
| - 96,3 % — корінних американців |

До двох чи більше рас належало 3,7 %. Частка іспаномовних становила 0,8 % від усіх жителів.
За віковим діапазоном населення розподілялося таким чином: 41,7 % — особи молодші 18 років, 50,7 % — особи у віці 18—64 років, 7,6 % — особи у віці 65 років та старші. Медіана віку мешканця становила 21,1 року. На 100 осіб жіночої статі у переписній місцевості припадало 94,0 чоловіків; на 100 жінок у віці від 18 років та старших — 90,0 чоловіків також старших 18 років.
Середній дохід на одне домашнє господарство становив 35 981 долар США (медіана — 28 750), а середній дохід на одну сім'ю — 41 169 доларів (медіана — 40 625). Медіана доходів становила 43 750 доларів для чоловіків та 38 625 доларів для жінок. За межею бідності перебувало 50,1 % осіб, у тому числі 61,6 % дітей у віці до 18 років та 35,9 % осіб у віці 65 років та старших.
Цивільне працевлаштоване населення становило 108 осіб. Основні галузі зайнятості: освіта, охорона здоров'я та соціальна допомога — 52,8 %, публічна адміністрація — 13,9 %, мистецтво, розваги та відпочинок — 12,0 %, роздрібна торгівля — 10,2 %.